# Cuarto Frente Ucraniano
El Cuarto Frente Ucraniano (en ruso: Четвёртый Украинский фронт, romanizado: Chetviorti Ukrainski front) fue el nombre de dos grupos armados estratégicos del Ejército Rojo que lucharon en el Frente Oriental en la Segunda Guerra Mundial. Tuvo un papel muy destacado, primero en la liberación del sur de Ucrania y Crimea, y posteriormente en la liberación de Checoslovaquia.

## Historial de combate
El Cuarto Frente Ucraniano  fue formado, por primera vez, el 20 de octubre de 1943 sobre la base de la orden del Cuartel General del Mando Supremo del 16 de octubre de 1943 al renombrar el Frente Sur. En sus inicios el nuevo frente Incluía a los 2.º y 3.º Ejércitos de Guardias, 5.º Ejército de Choque, y a los 28.º, 44.º, 51.º Ejércitos y al 8.º Ejército Aéreo. El mando del frente fue asignado al general de ejército Fiódor Tolbujin, comandante del desaparecido Frente Sur.
El Cuarto Frente Ucraniano recién constituido combatió en la batalla del Dniéper (26 de agosto de 1943-23 de diciembre de 1943), en la batalla de Kiev, y en la Ofensiva del Dniéper-Cárpatos (24 de diciembre de 1943-17 de abril de 1944). En el curso de dichas ofensivas el Ejército Rojo liberó toda Ucrania, expulsando a las tropas alemanas y sus aliados rumanos fuera de las fronteras de la URSS.
El 8 de abril de 1944, el frente al mando de Fiódor Tolbujin, en cooperación con el Ejército Costero Independiente y la Flota del Mar Negro, fue el encargado de liberar la península de Crimea (véase Ofensiva de Crimea), para el 16 de abril las tropas del frente hicieron retroceder a las fuerzas del Eje hasta Sebastopol liberando en el proceso el resto de la península de Crimea. La defensa alemana en el puerto de Sebastopol fue tenaz, pero no aguantó tanto como la del Ejército Rojo dos años antes, el 10 de mayo los alemanes y sus aliados rumanos intentaron evacuar sus fuerzas de Sebastopol, pero apenas fueron capaces de evacuar 38.000 efectivos de un total inicial de 121.000.
El 31 de mayo del 1944, el frente fue disuelto y sus unidades militares, logísticas y de mando fueron transferidas a la reserva del Cuartel General del Mando Supremo.
Por segunda vez el Cuarto Frente Ucraniano fue creado el 4 de agosto de 1944, a partir del ala izquierda del 1.º Frente Ucraniano, específicamente del 1.er Ejército de Guardias, el 18.º Ejército y el 8.º Ejército Aéreo. Su tarea consistía en luchar en los Cárpatos; para ello, parte de las unidades del frente se sometieron a un entrenamiento especial de montaña. El 6 de agosto, el teniente general Iván Petrov fue asignado al mando del recién creado 4.º Frente Ucraniano.

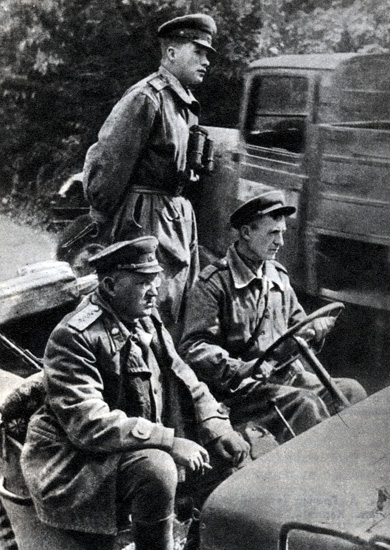
Comandante del Cuarto Frente Ucraniano Iván Petrov durante los combates en los montes Cárpatos en el otoño de 1944

El frente participó en la Ofensiva de los Cárpatos Orientales (8 de septiembre - 28 de octubre de 1944) que supuso la liberación de la Rutenia subcarpática (hoy llamado Óblast de Zakarpatia, en Ucrania), el este de Eslovaquia y el sur de Polonia, posteriormente participó en la Ofensiva de los Cárpatos Occidentales (enero-febrero de 1945)  donde estuvo implicado en sangrientas batallas en Eslovaquia del Este, Norte y Central, así como en la Ofensiva de Moravia-Ostrava (marzo-mayo de 1945), después de estas ofensivas las tropas del 4.º Frente Ucraniano habían liberado casi toda Checoslovaquia
El 28 de marzo de 1945, el general de ejército Iván Petrov fue destituido del mando del 4.º Frente Ucraniano debido a deficiencias en la planificación y ejecución de la Ofensiva de Moravia-Ostrava y sustituido por el general de ejército Andréi Yeriómenko, que se mantendría al mando del frente hasta el final de la guerra.
El 1.er Cuerpo de Ejército Checoslovaco, se formó en abril de 1944 a partir de ciudadanos checoslovacos que habían huido a Polonia después de la invasión de su país por los nazis en 1939 y allí fueron internados por el Ejército Rojo, después de la invasión soviética de Polonia. Posteriormente  también se integraron en el cuerpo de ejército varios miles de desertores checoslovacos alistados a la fuerza en el Ejército de la República Eslovaca. El 1.er Cuerpo de Ejército Checoslovaco estuvo integrado en el frente desde noviembre de 1944 hasta mayo de 1945. Participando en la Ofensiva de Moravia-Ostrava, en la Ofensiva de los Cárpatos Orientales, y finalmente, en la Batalla de Praga.
A principios de mayo de 1945, el Cuarto Frente Ucraniano liberó la ciudad de Olomouc; al día siguiente, establecieron contacto con el 2.º Frente Ucraniano (comandante Rodión Malinovski y se unieron en su avance a Praga. El 10 de mayo, unidades del 2.º Frente Ucraniano y del 4.º Frente Ucraniano, penetraron en la ciudad desde el este y el sur, cercando en una gran bolsa a la mayor parte del 1.er Ejército Panzer alemán (Walther Nehring). Posteriormente tropas soviéticas avanzaron hacia el oeste en persecución de las tropas alemanas que habían escapado del cerco. Durante los dos días siguientes, los soviéticos liquidaron o tomaron prisioneros a más de 600.000 soldados alemanes. Lo que supuso el fin efectivo de los combates en Europa.

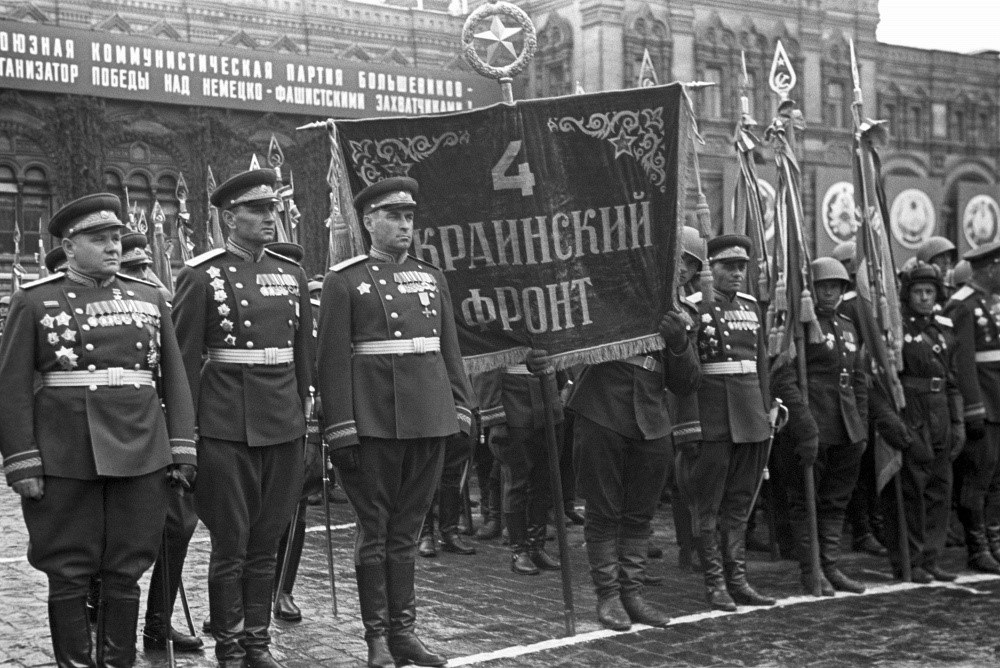
Estandarte del 4.º Frente Ucraniano durante el desfile de la victoria de Moscú de 1945.

Una semana después de la liberación de Praga el 1.er Cuerpo de Ejército Checoslovaco participó en un desfile ceremonial por las calles de la capital de la Checoslovaquia liberada.
El 25 de agosto de 1945, sobre la base de la orden del NKO de la URSS fechada el 9 de julio de 1945, el frente se disolvió. Su administración de campo se centró en la formación del Distrito Militar de los Cárpatos.

## Composición
A 10 de marzo de 1945, durante la Ofensiva de Moravia-Ostrava, el Cuarto Frente Ucraniano se encontraba bajo el mando del general del ejército Iván Petrov e incluía las siguientes unidades:
- 1.er Ejército de Guardias, comandante coronel general Andréi Grechko
- 38.° Ejército, comandante coronel general Kiril Moskalenko
- 18.º Ejército, comandante teniente general Anton Iosifovich Gastilovich
- 60.° Ejército, comandante coronel general Pável Kurochkin (el 6 de abril fue incluido en el frente).
- 8.° Ejército Aéreo, comandante teniente general de aviación Vasili Zhdanov.
- 1.er Cuerpo de Ejército checoslovaco (parte del 38° Ejército), comandante mayor general Ludvík Svoboda, desde el 3 de abril, general Karel Klapálek
- 1.ª División de Aviación Mixta checoslovaca (parte del 8.° Ejército Aéreo), comandante coronel L. Budín.

## Mando

### Comandantes
- General de ejército Fiódor Tolbujin (octubre 1943 - mayo 1944);
- Coronel general, desde octubre de 1944, general de ejército Iván Petrov (agosto 1944 - marzo 1945);
- General de ejército Andréi Yeriómenko (marzo 1945, hasta el final de la guerra)

### Miembros del Consejo Militar
- Coronel general Yefim Shchadenko (octubre de 1943 - enero de 1944);
- Teniente general Nikita Subbotin (enero-mayo de 1944);
- Coronel general Lev Mejlis (agosto de 1944, hasta el final de la guerra).

### Jefes del Estado Mayor
- Teniente general Serguéi Biriuzov (octubre de 1943 - mayo de 1944);
- Teniente general Feodosi Korzhenevich (mayo de 1944, agosto de 1944 - abril de 1945);
- Coronel general Leonid Sandalov (abril de 1945, hasta el final de la guerra).